# 計会
計会（けいかい）は、律令制における用語。
本来は「計」は数える、「会」は引きあわせる、という意味を持っており、照合を意味する用語であったが、日本では官司間で遣り取りされる公文書の授受を照合・確認をすることを指した。
官司は他の官司からの公文書の受け取り、他の官司への公文書の送付を記録するために計会帳を作成して、後日の勘会に備えた。だが、遣り取りされる公文書の数は多く、計会作業は複雑かつ繁忙を極めたため、平安時代になるとこうしたイメージに基づいて本来の用法からはかけ離れて、入り交じる、重なり合う、取り込む、困窮するなどの意味で用いられるようになり、当時の日記等にもそうした用法が見られるようになった。